# 里沃当代讷
里沃当代讷（法語：Rives d'Andaine，法語發音：[ʁiv dɑ̃dɛn]）是法国奥恩省的一个市镇，位于该省西南部，属于阿朗松区。

## 地名
“里沃当代讷”（Rives d'Andaine）一名在法语中意为“昂代讷的边缘”。

## 历史
里沃当代讷成立于2016年1月1日，由以下4个市镇合并而成
- 拉沙佩勒当代讷（La Chapelle-d'Andaine）
- 库泰尔讷（Couterne）
- 热内莱（Geneslay）
- 阿莱讷（Haleine）

其中拉沙佩勒当代讷为政府驻地。

## 地理
里沃当代讷（48°31'59"N, 0°28'42"W）面积37.14 平方千米，位于法国诺曼底大区奧恩省，该省份为法国西北部内陆省份，北起顺时针与卡爾瓦多斯省、厄尔省、厄尔-卢瓦省、萨尔特省、马耶讷省和芒什省接壤。
与里沃当代讷接壤的市镇（或旧市镇、城区）包括：瑞维尼-瓦勒当代讷、泰塞弗鲁莱、奥恩诺曼底地区巴尼奥勒、马塞堡、蒂伯夫、圣于连迪泰鲁、梅乌丹、雷恩昂格勒努耶。
里沃当代讷的时区为UTC+01:00、UTC+02:00（夏令时）。

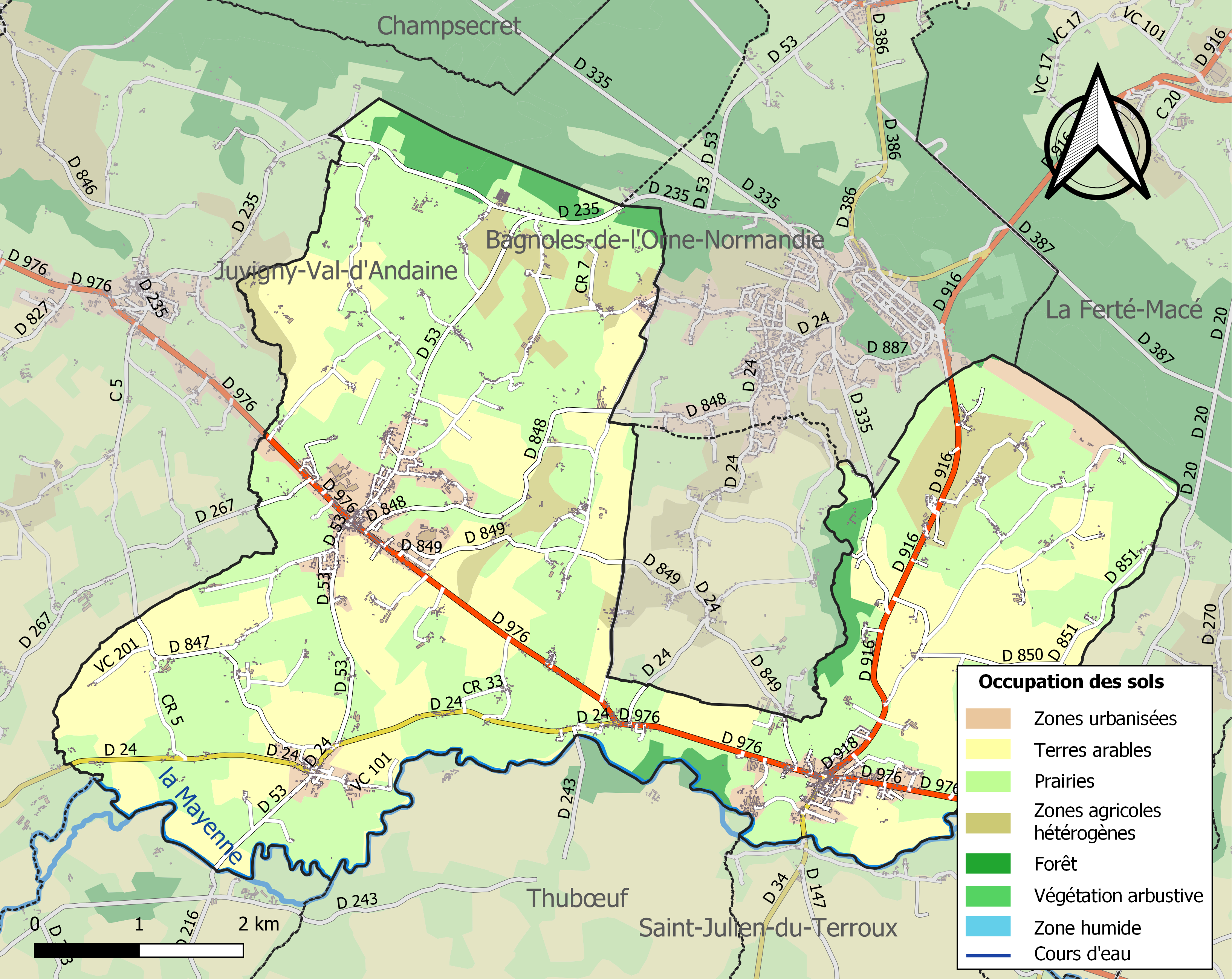
里沃当代讷的OSM定位图

## 行政
里沃当代讷的邮政编码为，INSEE市镇编码为61096。

## 政治
里沃当代讷所属的省级选区为奥恩诺曼底地区巴尼奥勒县。

## 人口
里沃当代讷于2022年1月1日时的人口数量为2867人。